# Ääsmäe
Ääsmäe – wieś w Estonii, w prowincji Harju, w gminie Saue.